# Diplodus noct
Diplodus noct е вид бодлоперка от семейство Sparidae. Видът не е застрашен от изчезване.

## Разпространение и местообитание
Разпространен е в Джибути, Египет, Еритрея, Йемен, Израел, Йордания, Саудитска Арабия и Судан.
Обитава морета и рифове. Среща се на дълбочина от 1 до 2 m.

## Описание
На дължина достигат до 25 cm.